# Андріївська волость (Бердянський повіт)
Андріївська волость — адміністративно-територіальна одиниця Бердянського повіту Таврійської губернії.
Станом на 1886 рік складалася з 9 поселень, об'єднаних у 2 сільські громади. Населення — 9591 особа (4459 чоловічої статі та 5132 — жіночої), 1354 дворових господарства.
|                     | Площа, десятин | У тому числі орної, дес. |
| ------------------- | -------------- | ------------------------ |
| Сільських громад    | 27661          | 21478                    |
| Приватної власності | 2243           | 2168                     |
| Казенної власності  | —              | —                        |
| Іншої власності     | 170            | 170                      |
| Загалом             | 30074          | 23816                    |